# Sztabskapitan
Sztabskapitan (ros. штабс-капитан, sztabs-kapitán) – stopień oficerski pośredni między rangą porucznika i kapitana. Odpowiednikiem w kawalerii był sztabsrotmistrz (sztabrótmistr).

## Geneza i funkcja
Stopień ten wywodził się z czasów, gdy obecne nazwy stopni wojskowych funkcjonowały jako określenia dla pełnionych funkcji. Wyższe funkcje w regimencie obejmowali oficerowie będący (i formalnie pozostający) dowódcami kompanii w randze kapitana, dlatego stworzono funkcję sztabs-kapitana, który faktycznie taką kompanią dowodził. Na przykład w regimencie pieszym Rzeczypospolitej Obojga Narodów według stanu z roku 1792 było 5 sztabskapitanów oraz 7 kapitanów z kompanią (w sumie 12 kompanii). Ci sztabskapitanowie, uznawani za ustępujących rangą kapitanom z własną kompanią, zastępowali szefa regimentu (generała), pułkownika, podpułkownika i 2 majorów (wg Konstantego Górskiego).
W XVIII wieku stopień ten wprowadzono również w wojsku pruskim (niem. Stabskapitän, w kawalerii Stabsrittmeister) oraz szwedzkim (stabskapten, w kawalerii stabsryttmästare), w których funkcjonował on jeszcze w XIX w. 

## Polacy w stopniu sztabskapitana
- Władysław Anders – generał broni WP, Naczelny Wódz PSZ w latach 1944–1945, prezydent RP 1950-1954
- Jarosław Dąbrowski – generał i naczelny dowódca wojsk Komuny Paryskiej
- Józef Dowbor-Muśnicki – generał broni WP, dowódca I Korpusu Polskiego w Rosji
- Januariusz Cichowicz – generał dywizji WP
- Jan Rządkowski – tytularny generał broni WP
- Romuald Traugutt – polski generał, dyktator powstania styczniowego
- Konstanty Plisowski – generał brygady WP, obrońca twierdzy Brzeskiej (1939)

## Opinie
Ze wspomnień Mariana Romeyki o weryfikacji oficerów WP przeprowadzonej w 1921:

(...) w armii rosyjskiej nie było stopnia majora (zlikwidowano go w latach dziewięćdziesiątych ubiegłego stulecia [XIX wieku]), a w gwardii nie było stopnia podpułkownika (kapitan od razu awansował do stopnia pełnego pułkownika – dowódcy batalionu, pułkiem gwardii bowiem dowodził generał). Jak więc należało potraktować sztabskapitanów? „Degradować” ich do stopnia porucznika czy też przyznać im wyższy stopień, kapitana? Jak należało ustosunkować się do stopnia kapitana gwardii? Uznać stopień kapitana czy majora? (...)